# Tod A. Maitland
Tod A. Maitland (* 1957 in New York City, New York) ist ein US-amerikanischer Tonmeister.

## Leben
Maitland begann seine Karriere Ende der 1970er Jahre. Sein Filmdebüt hatte er Mit Dir in einer großen Stadt von John G. Avildsen. In der Folge arbeitete er einige Jahre als Tonassistent, bevor er ab Mitte der 1980er Jahre zum Tonmeister aufstieg. Zwischen 1988 und 2012 arbeitete Maitland an sechs Filmen von Oliver Stone, beginnend mit Talk Radio  und zuletzt bei Savages. Zudem wirkte er zwischen 2002 und 2016 an fünf Filmen von M. Night Shyamalan mit, darunter Signs – Zeichen und The Village – Das Dorf.
1990 war Maitland für Geboren am 4. Juli erstmals für den Oscar in der Kategorie Bester Ton nominiert, Seitdem war er fünf weitere Male für den Preis nominiert, zuletzt 2025 für den Film Like A Complete Unknown. 

## Filmografie (Auswahl)
- 1978: Mit Dir in einer großen Stadt (Slow Dancing in the Big City)
- 1980: Gloria, die Gangsterbraut (Gloria)
- 1982: Tootsie
- 1986: Hannah und ihre Schwestern (Hannah and her Sisters)
- 1989: Die Teufelin (She-Devil)
- 1989: Geboren am 4. Juli (Born on the Fourth of July)
- 1991: JFK – Tatort Dallas (JFK)
- 1993: Zeit der Unschuld (The Age of Innocence)
- 1995: Dead Man Walking – Sein letzter Gang (Dead Man Walking)
- 1996: Independence Day
- 1998: Der Pferdeflüsterer (The Horse Whisperer)
- 2000: Meine Braut, ihr Vater und ich (Meet the Parents)
- 2003: Seabiscuit – Mit dem Willen zum Erfolg (Seabiscuit)
- 2007: I Am Legend
- 2011: Aushilfsgangster (Tower Heist)
- 2013: After Earth
- 2014: Plötzlich Gigolo (Fading Gigolo)
- 2014: Can a Song Save Your Life? (Begin Again)
- 2014: Die Schadenfreundinnen (The Other Woman)
- 2014: Ein Sommernachtstraum (A Midsummer Night’s Dream)
- 2014: Annie
- 2016: Split
- 2017: Mädelstrip (Snatched)
- 2017: Greatest Showman (The Greatest Showman)
- 2019: Joker
- 2019: The Irishman
- 2021: Respect
- 2021: Tick, Tick… Boom!
- 2021: West Side Story
- 2022: Die Fabelmans (The Fabelmans)
- 2022: Spirited
- 2023: Killers of the Flower Moon
- 2024: The Instigators
- 2024: Like A Complete Unknown (A Complete Unknown)

## Nominierungen & Auszeichnungen
- 1990: Oscar-Nominierung in der Kategorie Bester Ton für Geboren am 4. Juli
- 1992: Oscar-Nominierung in der Kategorie Bester Ton für JFK
- 1993: BAFTA Film Award in der Kategorie Bester Ton für JFK
- 2004: Oscar-Nominierung in der Kategorie Bester Ton für Seabiscuit
- 2020: Oscar-Nominierung in der Kategorie Bester Ton für Joker
- 2020: BAFTA-Film-Award-Nominierung in der Kategorie Bester Ton für Joker
- 2022: Oscar-Nominierung in der Kategorie Bester Ton für West Side Story
- 2022: BAFTA-Film-Award-Nominierung in der Kategorie Bester Ton für West Sie Story
- 2025: Oscar-Nominierung in der Kategorie Bester Ton für Like A Complete Unknown